# Adamów (Grodzisk Mazowiecki)
Pour les articles homonymes, voir Adamów.
Adamów (prononciation : [aˈdamuf]) est un village polonais de la gmina de Grodzisk Mazowiecki dans le powiat de Grodzisk Mazowiecki de la voïvodie de Mazovie dans le centre-est de la Pologne.
Le village compte une population de 64 habitants en 2021.

## Histoire
De 1975 à 1998, le village appartenait administrativement à la voïvodie de Varsovie.